# Kunšach
Kunšach (německy Gundschachen) je zaniklá vesnice, součást obce Rapšach v okrese Jindřichův Hradec, v oblasti Západního Vitorazska. Její převážně roztroušená zástavba zaujímala okolí Beníškova kopce v katastrálním území Rapšach, nedaleko státní hranice s Rakouskem. Obec měla vždy jen malý počet domů. Do současnosti se zde zachoval kříž, řada studní, několik sklepení a četná seskupení kamenné sutě. Někdejším intravilánem obce prochází od jihu k severu asfaltová silnice, která je zároveň červeně značenou turistickou cestou a cykloturistickou trasou č. 341. Značná část intravilánu původní obce je již porostlá lesem.

## Historický přehled

### Nejstarší historie
Spolu s celým Západním Vitorazskem náleželo území Kunšachu až do roku 1920 k Dolním Rakousům. Samotná ves Kunšach vznikla pravděpodobně někdy v první polovině v 18. století, avšak její samotný název je mnohem starší. Původně se tak označoval zdejší les (Forst Gundschachen), o čemž podává zprávu už odhad panství Heidenreichstein, k němuž později vzniklá obec patřila, pocházející z roku 1671. Zástavba obce navazovala na zástavbu sousední osady Spáleniště, náležející již k sousední obci Rapšach. Od 31. srpna 1868 do 30. září 1899 patřila obec do okresu Waidhofen an der Thaya, poté od 1. října 1899 k okresu Gmünd. Z hlediska soudnictví patřila obec až do roku 1920 k soudnímu okresu Schrems. V roce 1823 měla obec 23 čísel popisných, přičemž později byl počet domů i obyvatel stabilizovaný. Rozloha již zrušeného katastrálního území obce činila původně pouze 1,22 km². Přestože zde převažovalo česky mluvící obyvatelstvo, bylo zde roku 1883, na nátlak německého Schulvereinu povoleno založení pouze německé obecné školy. Podle sčítání z 31. prosince 1900 měla obec 295 obyvatel, žijících ve 30 domech.

### V Československu
K 31. červenci 1920 byla obec připojena k území nedávno vzniklé Československé republiky a pravděpodobně současně s tím, došlo i k výraznému rozšíření jejího správního území o nové katastrální území Kunšach 2, vytvořeného z území, jež dosud tvořilo zalesněnou západní část katastrálního území Nagelberg (součást tehdejší obce Brand), jehož zbytek zůstal i nadále součástí Dolních Rakous. Nová rozloha území obce činila 4,04 km², takže k. ú. Kunšach 2 mělo rozlohu 2,82 km². Původní katastr obce byl zároveň s tím přejmenován na Kunšach 1. Později byly oba katastry sloučeny do katastrálního území se staronovým názvem Kunšach. Z počátku byla obec v rámci Československa součástí Čech a byla součástí zvláštní územní jednotky Vitorazska, teprve k 5. prosinci 1925 byla na základě vládní vyhlášky č. 243/1925 Sb. z. a n., "kterou se upravují obvody zastupitelských, soudních a politických okresů, obvody finančních a školských okresů na Vitorazsku.", začleněna do soudního okresu Třeboň, tvořícího součást stejnojmenného politického okresu. Po připojení obce k Československu zároveň dochází k postupnému poklesu počtu obyvatel obce. Při sčítání z 15. února 1921 měla obec 254 obyvatel, žijících ve 31 domech, z toho 213 tvořili příslušníci tzv. národa Československého a 29 tvořili Němci. V srpnu 1920 dochází k přeměně původní německé dvoutřídní školy v jednotřídní českou školu a v sousedním domě dochází ke vzniku kanceláře finanční stráže. V roce 1930 byla v obci státem zřízena i mateřská škola. Podle sčítání z 1. prosince 1930 měla obec již jen 171 obyvatel, žijících ve 33 domech, z toho 160 tvořili příslušníci tzv. národa Československého, 4 tvořili Němci a 7 představovali cizí státní příslušníci.

### Po Mnichovu
Po podpisu Mnichovské dohody bylo celé území obce zabráno nacistickým Německem, zprvu jako součást Sudetoněmeckých území, od 15. dubna 1939 pak jako součást Zemského hejtmanství Dolní Podunají (území bývalých Dolních Rakous), jež bylo k 1. květnu 1939 přeměněno v říšskou župu Dolní Podunají. V rámci obou "dolnodunajských" celků patřila obec k zemskému okresu Gmünd. Roku 1939 měla obec 149 obyvatel

### Po skončení druhé světové války
S koncem druhé světové války byla obec navrácena obnovenému Československu. Poté zde fungoval obchod se smíšeným zbožím a dále dvě hospody: na č. p. 12 hospoda patřící Eduardu Zwettlerovi, na č. p. 14 hospoda patřící Oskaru Synkovi. Došlo také k odsunu zdejšího německého obyvatelstva. Z důvodu zřízení přísně střeženého hraničního pásma dochází roku 1953 k vystěhování obyvatel a zániku obce, která byla po vystěhování obyvatel srovnána se zemí. Většina rodin byla považována za nespolehlivé a proto byly přinuceny přestěhovat se do vzdálených okresů ve vnitrozemí. Pouze několik rodin se mohlo přestěhovat do uprázdněných domů v sousedním Rapšachu, v němž rovněž proběhlo vystěhování většiny obyvatel. Ze správního hlediska byla obec po svém zániku připojena k sousedními Rapšachu a roku 1960 dochází i ke sloučení obou katastrálních území.

## Galerie

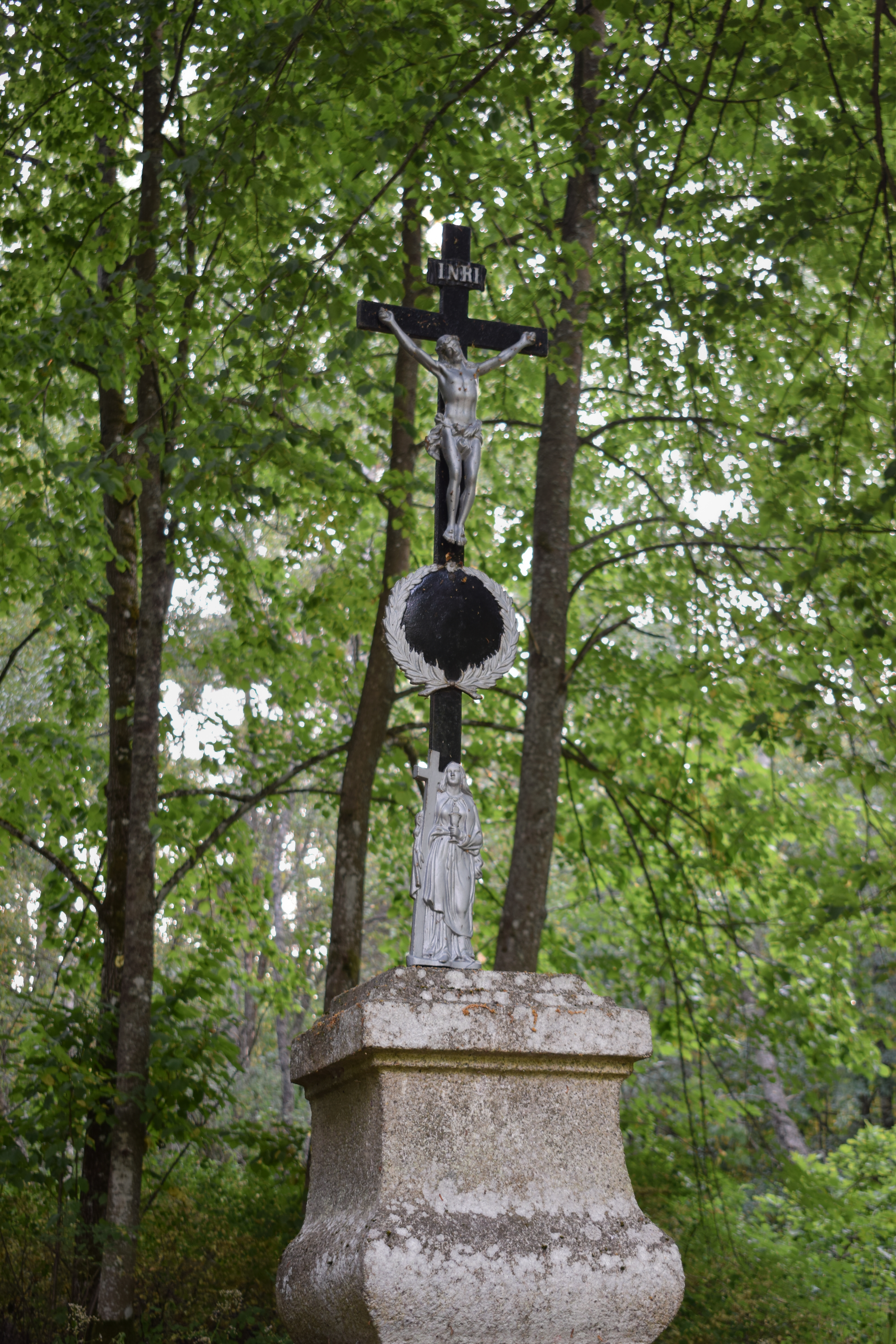
Detail kříže v zaniklém Kunšachu
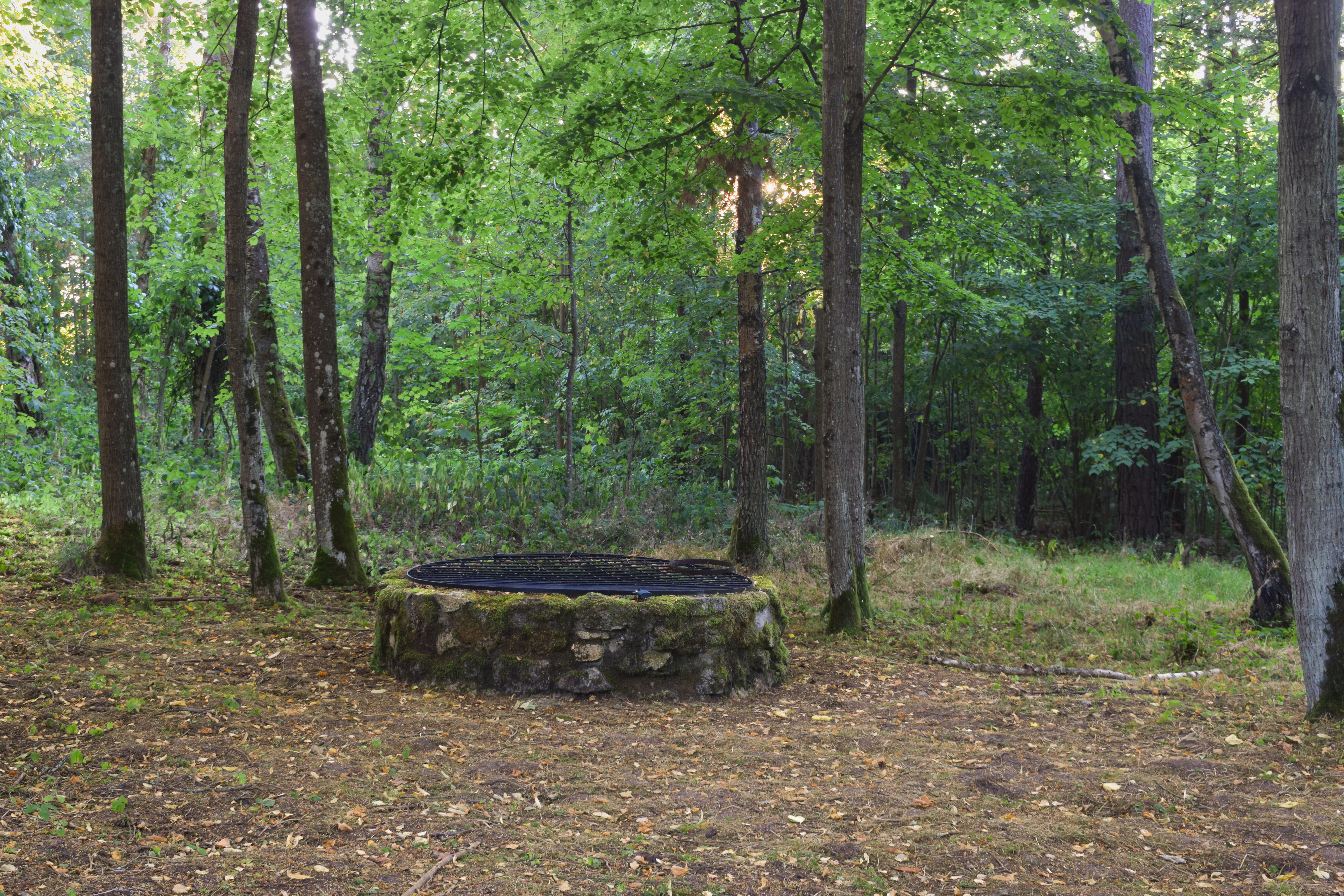
Studna
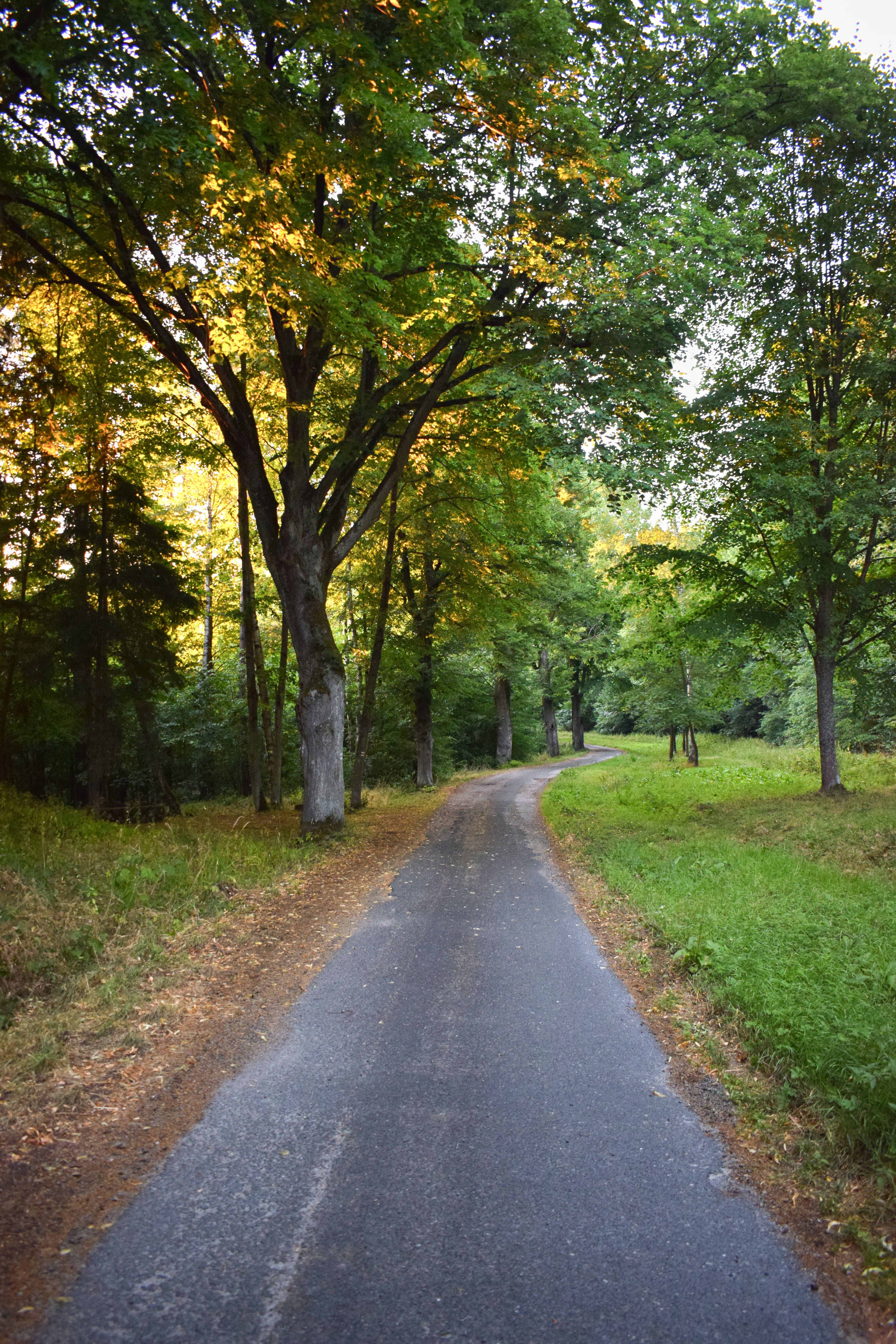
Asfaltová cesta - cyklostezka vedoucí Kunšachem
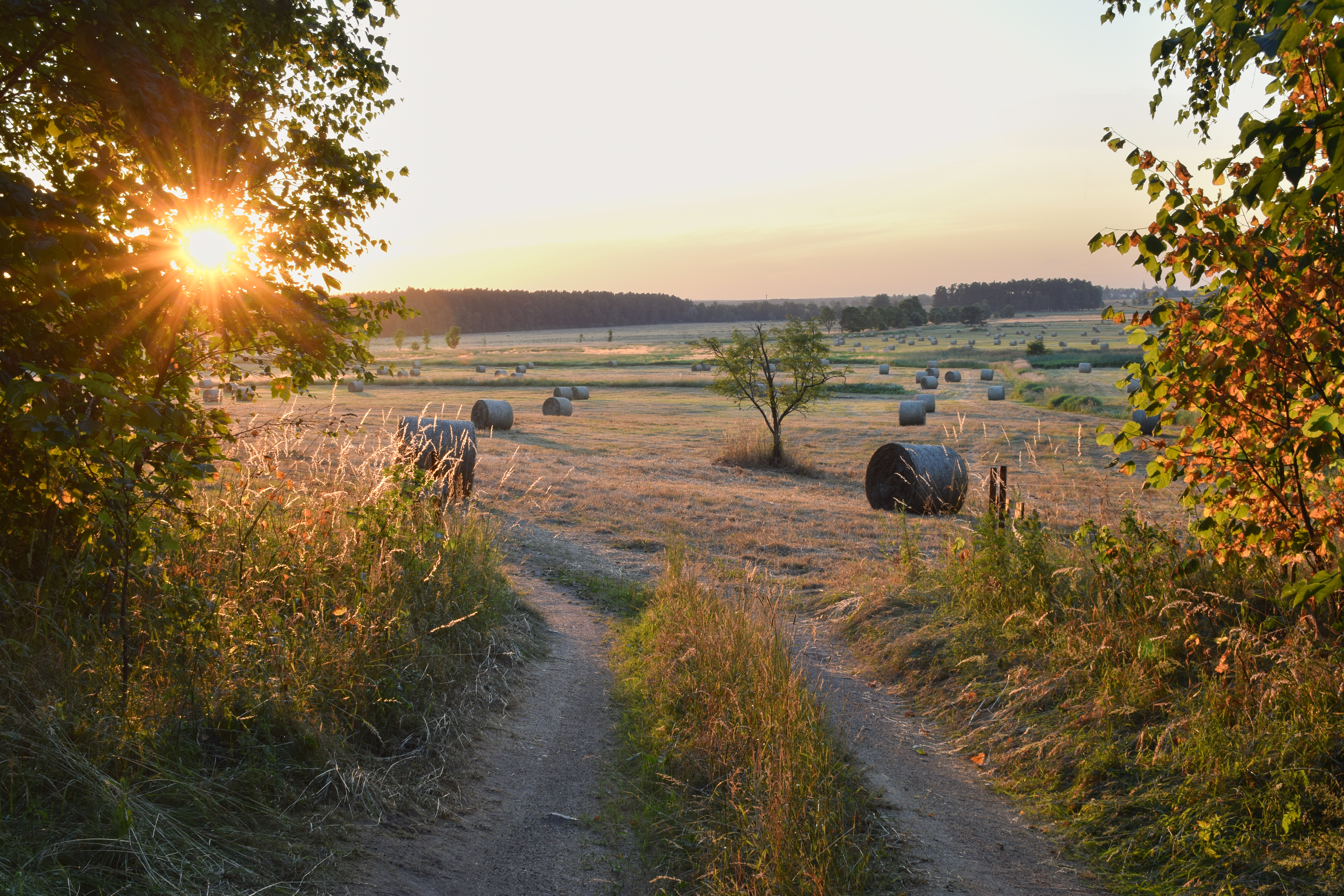
Pohled směrem k Rapšachu